# Satyrus brahminoides
Satyrus brahminoides är en fjärilsart som beskrevs av Moore 1893/96. Satyrus brahminoides ingår i släktet Satyrus och familjen praktfjärilar. Inga underarter finns listade.